# オルガ・カプラノワ
オルガ・カプラノワ（露: Ольга Сергеевна Капранова、英: Olga Kapranova、ロシア・モスクワ生まれ。1987年12月6日 - ）は、ロシアの元新体操選手。所属はガス・プロム（Gazprom）。身長：172.0 cm。ニックネーム：オーリャ。
7歳から新体操を始め、一時代を築いたアテネオリンピックの新体操女王アリーナ・カバエワの後継者として、2005年の世界新体操選手権大会で個人総合1位となり鮮烈なデビューを果たす。カバエワに負けない柔軟性の高さとそれに伴う高難度の技を演技に多く取り入れ、高得点をマークしている。同じくガス・プロム所属のベラ・セシナとロシアの王座を守っていたが、2006年は成績に波があり、復活したカバエワやセシナに後れを取ることもあった。ディフェンディング・チャンピオンとして臨んだ2007年の世界新体操選手権大会ではミスが響き、ウクライナのアンナ・ベッソノワ・ベラ・セシナに敗れ、個人総合3位となる。
2008年の北京オリンピックでは、クラブのミスが響き、同僚のエフゲニア・カナエワ、ベラルーシのインナ・ジュコワ、ウクライナのアンナ・ベッソノワにやぶれ4位に終わり、メダルを逃す。
- 2005年、世界新体操選手権大会 個人総合1位、種目別：ロープ・ボール・クラブ1位
- 2005年、イオンカップ　シニア個人総合1位
- 2006年、ワールドカップシリーズ（イルクーツク）個人ボール優勝・個人クラブ優勝
- 2007年、世界新体操選手権大会 個人総合3位、種目別：フープ・クラブ1位
- 2008年、北京オリンピック 個人総合4位